# مذبحة ناصر الدين
مذبحة ناصر الدين هي مذبحة ارتكبتها القوات الصهيونيّة بحقّ أهالي قرية ناصر الدين الفلسطينيّة في 14 أبريل 1948. حيث أن افراد القوات الصهيونية من منظمتي الليحي والإرجون تسربوا إلى القرية متخفيين بملابس عربية فلسطينية، حيث أن القوات الصهيونية عندما وصلت إلى القرية طوقتها من كل جانب لمنع وصول النجدات إليها، ثم بدأت بقصفها، أدت المذبحة إلى قتل عدد كبير من سكان القرية، قبل أن يتم تدميرها وتهجير أهلها.

## التفاصيل
اشتدت حدة القتال في مدينة طبريا بين العرب والصهاينة، وكان التفوق في الرجال والمعدات في جانب الصهاينة منذ البداية. وجرت محاولات لنجدة مجاهدي طبرية من مدينة الناصرة وما جاورها. وجاءت أنباء إلى أبناء البلدة عن هذه النجدة وطُلب منهم التنبه وعدم فتح النيران عليها. ولكن هذه الأنباء تسربت إلى العدو الصهيوني الذي سيطر على مداخل مدينة طبرية فأرسلت منظمتا ليحي والإرجون في الليلة المذكورة قوة إلى قرية ناصر الدين يرتدي أفرادها الملابس العربية، فاعتقد الأهالي أنهم أفراد النجدة القادمة إلى طبرية فاستقبلوهم بالترحاب، وعندما دخل الصهاينة القرية فتحوا نيران أسلحتهم على مستقبليهم، ولم ينج من المذبحة سوى أربعين عربياً استطاعوا الفرار إلى قرية مجاورة.

## بعد المجزرة
دمرت القوات الصهيونية بعد هذه المذبحة جميع منازل قرية ناصر الدين.